# Maurus

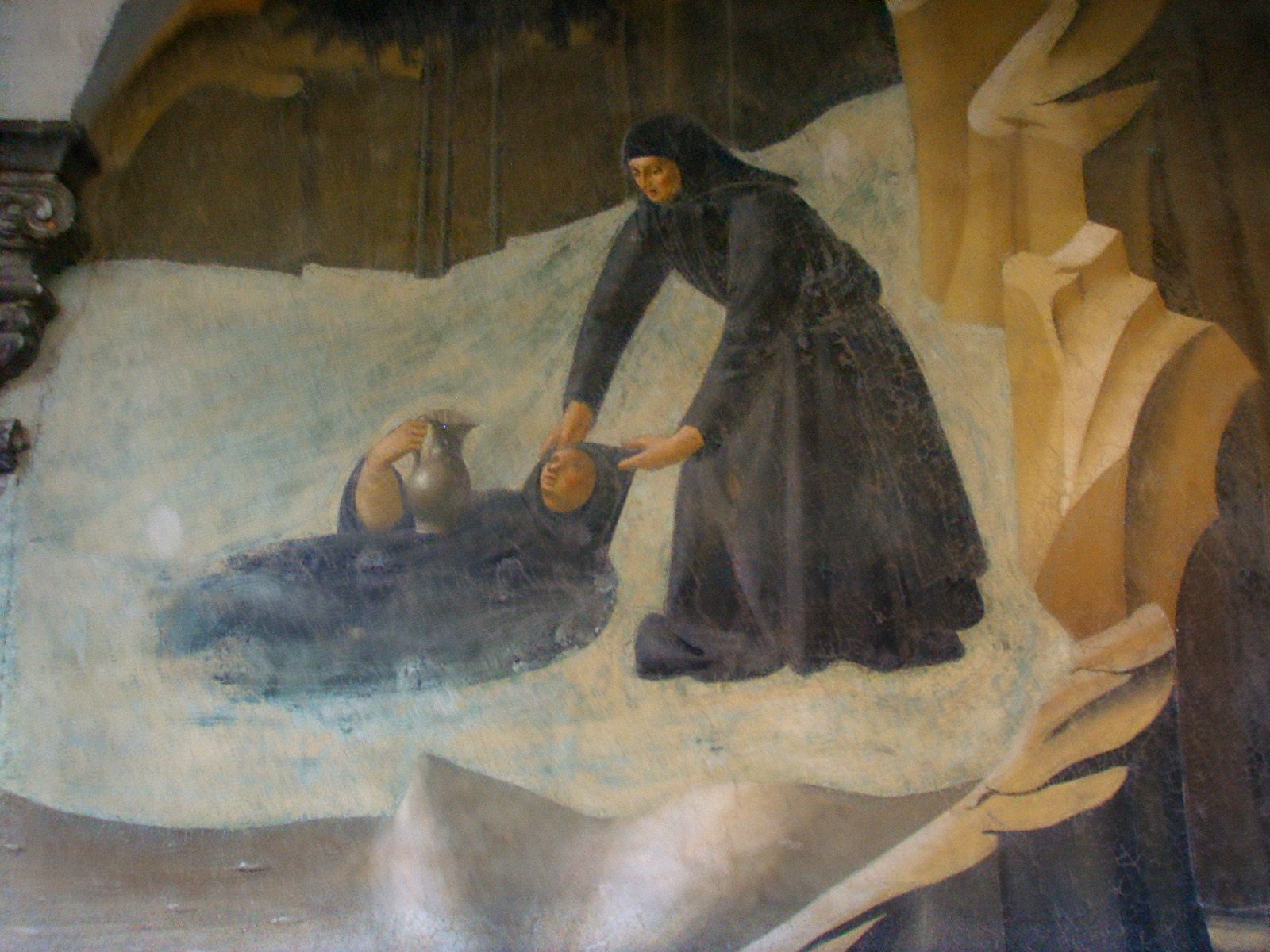
Maurus redt Placidus

Maurus (Rome, 500 à 512-Gallië, 584) was benedictijner monnik.
Hij was een zoon van de Romeinse edele Eustachius en werd als jongen ter opvoeding gegeven in het klooster van Sint-Benedictus. Hij zou de opvolger van Benedictus zijn als abt van de Abdij van Subiaco, wanneer Benedictus wegtrok om de abdij van Montecassino te stichten.
Een van de legenden omtrent Maurus heeft betrekking op zijn redding van Placidus, waarbij hij over het water zou hebben gelopen.
In de 9e eeuw werden er in de Abdij van Glanfeuil relieken gevonden die van een zekere Maurus afkomstig zouden zijn. Aldus ontstond de legende dat Maurus naar Gallië zou zijn gezonden om daar een klooster te stichten. Deze werd later de Abdij van Sint-Maurus van Glanfeuil genoemd.

## Verering
Maurus is de patroon van de houtskoolbranders, de lastdragers, de kleermakers, de schoenmakers en de kopersmeden. Hij wordt aangeroepen bij heesheid, verkoudheid, hoofdpijn, jicht en reuma.
In Vlaanderen zijn deze kerken aan hem toegewijd:
- Sint-Mauruskerk (Beke)
- Sint-Mauruskerk (Elsegem)
- Sint-Mauruskerk (Holsbeek)

In de jaren 1700 was Maurus een populaire heilige. In Bavikhove groeide de devotie van Sint-Maurus uit tot een bedevaart met de Sint-Maurusommegang.